# Toktar Aubakirov
Pour le footballeur kazakhstanais, voir Kairat Aubakirov.
Toktar Ongarbaïouly Aubakirov (en kazakh : Тоқтар Онғарбайұлы Әубәкіров ; en russe : Токтар Онгарбаевич Аубакиров, ISO 9 : Toktar Ongarbaevič Aubakirov) est le 72e et dernier cosmonaute soviétique et le quatrième cosmonaute kazakh, né le 1er juillet 1946.

## Vols réalisés
Il réalise un unique vol le 2 octobre 1991, lors de la mission Soyouz TM-13, en tant qu'ingénieur de vol. Il séjourne à bord de Mir en tant que membre de l'expédition Mir Austromir et retourne sur Terre le 10 octobre 1991 à bord de Soyouz TM-12.